# Аистник Стевена
А́истник Сте́вена (лат. Erodium stevenii) — многолетнее травянистое растение семейства Гераниевые (Geraniaceae). Эндемик России с узким ареалом, редкий вид, занесённый в Красную книгу России.

## Название
Видовое название растение получило в честь русского ботаника Христиана Христиановича Стевена (1781—1863).

## Ботаническое описание

### Морфология
Растение высотой до 40 см с толстым корневищем и приподнимающимися стеблями. Нижняя часть стеблей покрыта щетинистыми волосками, прочие надземные части сероватые из-за прижатого мелкого пушка.
Листья продолговатого очертания, дваждыперисторассечённые. Дольки их 1—2-лопастные, обратноланцетной формы, островатые. Сегменты сбегают на стебель в виде ланцетных долей.
Цветение длительное: с июня по август. Цветки с пятью светло-лиловыми лепестками длиной 8—9 мм и пятью чашелистиками длиной 4—5 мм (при плодах удлиняются до 6 мм) с длинным остроконечием.
Плод — коробочка с нераскрывающимися створками длиной 6 мм, с ямкой, лишённой окружающей её складки. Носик длиной 24 мм. Созревают плоды с июля по сентябрь.

### Распространение
Встречается только на территории Российской Федерации: в Краснодарском и Ставропольском крае, а также Республике Северная Осетия-Алания. Растёт на песчаных и песчано-каменистых почвах на склонах и осыпях.